# Břežany u Rakovníka
Břežany (deutsch Breschan) ist eine Gemeinde in Tschechien. Sie liegt acht Kilometer nordöstlich von Kralovice und gehört zum Okres Rakovník.

## Geographie
Břežany befindet sich im Kralowitzer Hügelland (Kralovická pahorkatina) auf einer Terrasse über den Tälern der Bäche Břežanský potok und Čistecký potok, die sich südlich bzw. südöstlich des Dorfes mit der Javornice vereinigen. Gegen Nordwesten erstreckt sich der Naturpark Jesenicko, östlich das Landschaftsschutzgebiet Křivoklátsko; südwestlich liegt die Burgruine Angerbach. Nordöstlich erhebt sich der Velký kopec (472 m), im Süden der V Hlínách (458 m) und nordwestlich der Holubí vrch (509 m).
Westlich von Břežany verläuft die Staatsstraße II/229 zwischen Kralovice und Rakovník.
Nachbarorte sind Čistá, Šípská Hájovna und Všesulov im Norden, Bělbožice, Šípy, Jankovic Mlýn und Rousínov im Nordosten, Svinařov und Milíčov im Osten, Uhrovic Mlýn, Lhota, Slatina, Březsko und Chříč im Südosten, Holovousy, Všehrdy, Cukrovic Mlýn und Hedčany im Süden, Hedečko, Dřevec, Kožlany und V Cihelně im Südwesten, Pod Skalkou, Hradecko und V Tišině im Westen sowie Valcha, Nad Mostem, Strachovice, V Lukách, Zátiší und Kůzová im Nordwesten.

## Geschichte
Břežany entstand wahrscheinlich in der Mitte des 11. Jahrhunderts im Zuge der Binnenkolonisation Böhmens unter Herzog Břetislav I. Dieser hatte im Jahre 1039 bei seinem zweiten Raubzug nach Polen die Piastenburg Gradec (tschechisch Hedč) belagert. Nach der Einnahme der Burg stellten sich die dorthin geflüchteten Bewohner der Gegend unter den Schutz Břetislavs, der sie mitsamt ihrem Vieh nach Böhmen mitnahm und einen Teil von ihnen im Waldgebiet Černý les bei Kralovice ansiedelte. Die Hedčané waren bis zum Beginn des 13. Jahrhunderts freie Siedler, im Jahre 1229 wurden ihre 25 Dörfer der Burg Křivoklát unterstellt. Der Ort wurde als Platzdorf um einen großen Dorfanger angelegt.
Die erste schriftliche Erwähnung von Břežany erfolgte im Jahre 1414, als Jan Hus während seines Aufenthaltes auf der Burg Krakovec in der Kirche St. Margarethen predigte. Während der Hussitenkriege wurde das Dorf zerstört. Seit dem 15. Jahrhundert gehörten die Güter Břežany und Hedečko den Herren Kolowrat-Krakowsky. Im Jahre 1566 erwarb das Kapitel St. Veit auf der Prager Burg das Gut Břežany und vereinte es mit Tschistay. Während des Dreißigjährigen Krieges wurde die Gegend mehrfach verwüstet, zuletzt 1640 durch den kaiserlichen General Wenzel Zahrádecký von Zahrádka. 1650 lag noch die Hälfte des Dorfes wüst. Am 24. April 1713 kaufte Wenzel Josef Lažanský von Bukowa auf Manetin das Gut Tschistay vom Prager Domkapitel St. Veit und schlug es seiner kurz zuvor erworbenen Herrschaft Křič zu. Zu dieser Zeit bestand das Dorf aus sieben Bauernhöfen und hatte 51 Bewohner. 1715 erbten Wenzel Josefs Witwe Marie Gabriele und seine Söhne Maximilian Wenzel und Karl Josef Lažanský den Besitz. Die Herrschaft Křič blieb im Besitz der Witwe, diese starb 1758 als Oberin des Reichsstiftes adeliger Fräulein in der Neustadt Prag und hinterließ eine Hälfte der verschuldeten Herrschaft dem Stift. Die andere Hälfte wurde auf Antrag ihrer Gläubiger subhastiert; da sich dafür jedoch kein Interessent fand, fiel sie den Lažanskýschen Erben zu, die sie 1764 dem Fräuleinstift, das später den Namen k.k. freiweltadeliges Damenstift zu den heiligen Engeln in der Altstadt Prag erhielt, verkauften. Während der Josephinischen Reformen wurde die Herrschaft im Jahre 1787 an das Prager Theresianum angeschlossen, 1791 ging sie an das Damenstift zurück. Dieses ließ 1797 auf dem Dorfplatz einen Kontributionsspeicher errichten. In der Flur V Rudárně wurde Eisenerz abgebaut, das in der Eisenhütte von Plas ausgeschmolzen wurde.
Im Jahre 1843 bestand Břežan bzw. Břežaný aus 52 Häusern mit 388 Einwohnern. Im Ort gab es die Filialkirche St. Margarethe, in der vierwöchentlich Gottesdienste abgehalten wurden, sowie einen Gemeinde-Schüttboden und ein Wirtshaus. Abseits lagen der obrigkeitliche Meierhof Hedečko einschließlich einer Schäferei. Pfarrort für Břežan war Tschistay, Hedečko war nach Kožlan eingepfarrt.
Bis zur Mitte des 19. Jahrhunderts blieb Břežan der Herrschaft Křič untertänig.
Nach der Aufhebung der Patrimonialherrschaften bildete Břežany / Břežan ab 1850 mit dem Ortsteil Hedečko eine Gemeinde im Bezirk und Gerichtsbezirk Kralowitz. Die Eisenerzgrube wurde in den 1860er-Jahren stillgelegt. 1868 wurde die Dorfschule eingeweiht. Im Jahre 1906 verkaufte das Freiweltadelige Damenstift zu den heiligen Engeln die Grundherrschaft Chříč Stephan von Götzendorf-Grabowski, der sie 1910 an Gustav Fischer veräußerte. Im Jahre darauf erwarb Karel Černohorský die Güter. Anschließend wechselten die Besitzer in rascher Folge. 1912 wurde die Eisenerzgrube wieder aufgenommen, jedoch erfolgte recht bald wegen des zu geringen Eisengehalts der Erze die Betriebseinstellung. Im Jahre 1932 hatte Břežany 270 Einwohner. Im Jahr darauf wurde Břežany elektrifiziert. 1949 wurde das Dorf in den neugebildeten Okres Plasy überwiesen. Nach der Aufhebung des Okres Plasy wurde Břežany 1960 dem Okres Rakovník zugeordnet. Nach 100 Jahren wurde die Schule in Břežany 1968 wegen zu geringer Schülerzahl geschlossen. Am 1. Jänner 1980 erfolgte die Eingemeindung nach Čistá. Břežany löste sich am 24. November 1990 wieder von Čistá los und bildete eine eigene Gemeinde.
Břežany ist seit 1999 Mitglied der Mikroregion Čistá-Senomaty.

## Gemeindegliederung
Für die Gemeinde Břežany sind keine Ortsteile ausgewiesen. Břežany besteht aus den Grundsiedlungseinheiten Břežany (Breschan) und Hedečko (Hedecko). Außerdem gehören zu Břežany die Einschichten V Cihelně und Valcha.

## Sehenswürdigkeiten
- Kirche der hl. Margarethe auf dem Dorfplatz, sie wurde in der 1. Hälfte des 14. Jahrhunderts errichtet. Während der Hussitenkriege wurde die Kirche ruiniert und im Jahre 1560 wiederaufgebaut. Erneut zerstört wurde sie im Dreißigjährigen Krieg, 1630 wurde sie als ausgebrannte Ruine beschrieben. Der barocke Wiederaufbau erfolgte ab 1727. Die Kirche wurde als Nationales Kulturdenkmal geschützt.
- Zweigeschossiger Kontributionsspeicher auf dem Dorfplatz, erbaut 1797, er soll künftig als Heimatmuseum genützt werden
- Gedenkstein für die Gefallenen des Ersten Weltkrieges, enthüllt 1938
- Statue des hl. Johannes von Nepomuk an Eingang zum Friedhof, errichtet 1884.

## Söhne und Töchter der Gemeinde
- Josef Vlastimil Fürst (1898–1965), Schriftsteller, Dramatiker und Übersetzer